# Реформаторско-хришћанска црква и парохијска кућа у Пачиру
Реформатско-хришћанска црква и парохијска кућа у Пачиру, насељеном месту на територији општине Бачка Топола, подигнута је у периоду од 1833. до 1835. године. Црква представља непокретно културно добро као споменик културе.

## Историјат
Пачир се од 1409. године јавља у историјским изворима. У турским дефтерима је записанa 1582. године са 16 опорезованих кућа. После протеривања Османлија, на пустару се насељавају српски граничари. Мађарски колонисти реформатске вере из Куншага долазе током 1786. године. Реформати подижу цркву од черпића 1791. године. Цркву проширују са торњем од тврдог материјала 1810. године.

## Архитектура цркве
Данашња црква подигнута је у барокном стилу са елементима класицизма. Градитељ је био Србин Јован Пандић Јанош (умро 1845. године).
Живописнију површину спољних бочних фасада остварио је мајстор наизменичним ритмом два, један изнад другог постављена, полукружно завршена прозора, и једног високог, лучно завршеног, те складним њиховим пропорцијама. Унутрашњост је стандардно симетричне композиције простора, подељеног у три дела са „парадисом” од дрвета и проповедаоницом у средини. Простор је овде надвишен сферним сводовима.